# Dwayne Benjamin Didon
Dwayne Benjamin Didon (* 11. September 1994) ist ein seychellischer Schwimmer.
Dwayne Didon war mit 13 Jahren der jüngste männliche Teilnehmer bei den Olympischen Sommerspielen 2008 in Peking. Nur Antoinette Guedia, ebenfalls Schwimmerin aus Kamerun, ist noch jünger. Er qualifizierte sich über eine Wild Card für die Spiele. Am 14. August startete er über 50 Meter Freistil. In einer Zeit von 28,95 Sekunden wurde er Vierter seines Vorlaufes und schied damit aus. Am Ende wurde er 85. von 97 Startern.